# Quintana del Gironès
La Quintana del Gironès és un paratge de camps de conreu immediats a una masia, del terme municipal de Castellcir, a la comarca del Moianès.
És al nord-oest del terme, al costat nord de la masia del Gironès, a l'esquerra del torrent de la Fàbrega, a prop i a migdia del Pla Rubí. Travessa aquesta quintana el Camí de Castellterçol a Marfà.